# 莊思寬
莊思寬（1506年—？），字君栗，福建泉州府晉江縣人，民籍，明朝政治人物。

## 生平
嘉靖十三年（1534年）甲午科福建鄉試第六十一名舉人，嘉靖十七年（1538年）中式戊戌科進士。授鄱阳县知县，深得民众爱戴。迁南京户部主事，擢刑部郎中，出為建昌府知府。在墙壁书写柳子《橐驼传》，以示僚属。卒于任内。道光《晋江县志》有传。

## 家族
曾祖莊儀則；祖父莊元善；父莊龍，母郭氏。慈侍下。兄思恭。弟思信。